# Dietiltriptamina
No confundir esta sustancia con la dimetiltriptamina (3-[2-(dimetilamino)etil]indol).
La dietiltriptamina, también conocida bajo su nombre químico N,N-dietiltriptamina, T-9 y DET es una sustancia psiquedélica derivada de la triptamina y estrechamente relacionada con la dimetiltriptamina (DMT) y a la dipropiltriptamina (DPT). Sin embargo, a pesar de su similitud estructural con la DMT, es activa por vía oral alrededor de 50-100 mg sin la ayuda de inhibidores de la MAO teniendo una duración de efecto de aproximadamente 2-4 horas.

## Efectos farmacológicos
En ratas, los efectos de la dietiltriptamina se asemejan a los de la bufotenina, pero en los seres humanos se asemejan más a los de la mescalina y el LSD. Los voluntarios informan cambios importantes en la percepción del cuerpo, tales como el sentirse poroso o tener un pecho vacío o manos ausentes. A veces los usuarios sienten que están fuera de sus cuerpos. Las alucinaciones pueden parecer reales, normalmente son visuales, pero a veces pueden percibirse sonidos y los olores que no están ahí. Los usuarios han informado que las caras de las personas que les rodean parecen diferentes, como si de una máscara o una caricatura se tratara. Las barreras entre los sentidos pueden deteriorarse, por ejemplo, permitiendo que los sonidos sean vistos. Es común la percepción alterada del tiempo. La percepción del espacio también puede cambiar; el tamaño de una habitación puede parecer que aumenta, con paredes cada vez más lejos o que se vuelven curvadas. Los objetos inmóviles pueden parecer que se acercan. Normalmente la conciencia se vuelve borrosa, y las personas informan que se sienten parcialmente dormidos.

## Reacciones a la droga
Las reacciones experimentadas difieren. Un investigador que participó en una auto experimentación, un procedimiento que en otros tiempos fue muy común en la ciencia, pero ahora es poco usado, informó que su estado de ánimo iba y venía entre la felicidad y la ansiedad. También informó autismo temporal durante el estado de ebriedad debido a la droga. Otro científico en auto experimentación señaló la necesidad de evitar interactuar con la gente. Un grupo de artistas y colegas profesionales de los investigadores que querían explorar las posibilidades creativas con la droga estaban eufóricos acerca de lo que les sucedió. Algunos habían tenido experiencias espirituales; después algunos se sintieron impulsados a empezar a crear obras de arte que nunca habían intentado hacer antes. La sustancia puede promover la meditación, permitiendo que surjan preocupaciones reprimidas. Por esta razón el fármaco se considera que tiene potencial en la psicoterapia. Un equipo de investigación informó ejemplos de esquizofrénicos reticentes que se volvieron muy comunicativos mientras estaban bajo la influencia de la dietiltriptamina, revelando información veraz que benefició la terapia. En un entorno donde los usuarios se sientan seguros pueden llegar a ser más sensibles por las emociones de otra persona y tener interacciones buenas.

## Inconvenientes
Un grupo de voluntarios encontraron la experiencia con la dietiltriptamina desagradable. Estos eran trabajadores desempleados que no tenían ningún interés particular por la droga. En otro estudio algunos usuarios compararon la experiencia con el delirio causado por el tifo o la neumonía. La dietiltriptamina típicamente aumenta la presión arterial, causa mareos y sudoración, puede también causar temblores y sensaciones de ardor. Se han reportado latidos cardíacos rápidos. Además de esos síntomas, los esquizofrénicos han experimentado rutinariamente temblores, náuseas, y vómitos. Algunas personas se sienten agitados y tienen la necesidad de moverse. La droga hace que la gente se vuelva más abierta a la sugestión y por lo tanto más susceptibles a la explotación. En un entorno de investigación, los sujetos normales a menudo se vuelven sospechosos de las personas que gestionan el experimento. Existe una marcada disminución del rendimiento en las pruebas de tiempo de reacción y la inteligencia. Después de que el efecto de la sustancia ha pasado, los usuarios pueden sentirse un poco deprimidos y sufren de dolor de cabeza; pueden estar cansados, pero tienen dificultad para dormir. Estos problemas desaparecen pasadas unas 24 horas.